# UEFA Intertoto Cup
De UEFA Intertoto Cup, vaak afgekort tot Intertoto Cup of Intertoto, IC, UIC of UI, was een Europees voetbaltoernooi, georganiseerd door de UEFA. Het toernooi was de rechtstreekse opvolger van de International Football Cup. Voor clubs bood het een kans zich alsnog te plaatsen voor de UEFA Cup als zij zich niet via hun nationale competitie konden plaatsen voor de UEFA Cup of UEFA Champions League. In 2009 werd de UEFA Intertoto Cup samen met de UEFA Cup samengevoegd tot een nieuwe competitie, de UEFA Europa League.

## Geschiedenis en competitieopzet
De Intertoto Cup was opgericht om kleine clubs en wedkantoren meer opbrengsten te geven. Destijds heette de cup International Football Cup. Vanaf 1967 werden er alleen vriendschappelijke wedstrijden in poule gespeeld onder de naam Intertoto Cup en was er geen knock-outfase meer. Sinds 1995 werd het toernooi georganiseerd door de UEFA en konden de deelnemers van de UEFA Intertoto Cup zich plaatsen voor de UEFA Cup. Verder werd deze competitie ook gebruikt als voorbereiding op het komende seizoen. In eerste instantie bestond de competitie uit vijf rondes, waar de sterkere teams pas in de tweede en/of derde ronde instroomden. In welke ronde de clubs voor het eerst aantraden en hoeveel clubs er per land deelnamen werd bepaald aan de hand van de UEFA-coëfficiënten.
Van 1995 tot aan 2005 was de structuur als volgt:
- 1e ronde: 42 teams
- 2e ronde: 21 winnaars eerste ronde + 11 instromende teams
- 3e ronde: 16 winnaars tweede ronde + 8 instromende teams
- halve finale: De 12 winnaars van de 3e ronde
- finale: 6 winnaars halve finale, de 3 winnaars van de finale plaatsten zich voor de UEFA Cup.

In 2006 werd de structuur veranderd. Vanaf dat seizoen waren er jaarlijks elf plaatsen in de tweede voorronde van de UEFA cup te verdienen. Het toernooi bestond sindsdien uit drie in plaats van vijf rondes. De 11 winnaars van de derde ronde kregen een plaats in de tweede kwalificatieronde van het UEFA Cup-toernooi. In tegenstelling tot de vorige opzet kregen de winnaars geen trofeeën en medailles. Wel werd aan het eind van het seizoen door de UEFA de Intertotokampioen aangewezen.
In 2008 werd de laatste Intertoto Cup gespeeld. Op 30 november 2007 werd door het Uitvoerend Comité van de UEFA besloten dat dit toernooi per 2009 zou worden opgeheven. Vanaf 2009 plaatsten de teams die zich anders voor de Intertoto plaatsten, zich direct voor de eerste (van vier) kwalificatierondes van de nieuwe UEFA Europa League, een samenvoeging van de UEFA Cup en de UEFA Intertoto Cup.

## Kampioenen en winnaars 2006 t/m 2008

### Kampioenen
Het team dat van de winnaars het verst in het UEFA Cuptoernooi kwam, ontving de Intertotokampioenstrofee.
- Intertoto Cup 2008:  SC Braga
- Intertoto Cup 2007:  Hamburger SV
- Intertoto Cup 2006:  Newcastle United FC

### Winnaars
| Jaar | Winnaars                | Winnaars         | Winnaars      | Winnaars          |
| ---- | ----------------------- | ---------------- | ------------- | ----------------- |
| 2008 | Deportivo La Coruña     | Aston Villa      | Stade Rennais | FC Vaslui         |
| 2008 | SSC Napoli              | VfB Stuttgart    | Elfsborg IF   | Sturm Graz        |
| 2008 | Grasshopper-Club Zürich | Rosenborg BK     | SC Braga      |                   |
| 2007 | Atlético Madrid         | Blackburn Rovers | Lens          | Oțelul Galați     |
| 2007 | Sampdoria               | Hamburger SV     | Hammarby IF   | Rapid Wien        |
| 2007 | Aalborg BK              | Tobol Kostanay   | UD Leiria     |                   |
| 2006 | Newcastle United        | FC Twente        | Odense        | Ethnikos Achna FC |
| 2006 | Auxerre                 | Kayserispor      | Grasshoppers  | Marseille         |
| 2006 | Hertha Berlin           | Ried             | NK Maribor    |                   |

## Finales vanaf 1995 t/m 2005
Hieronder staan de uitslagen van de finales van de UEFA Intertoto Cup. De eerste uitslag achter een finale is de wedstrijd die ervoor staat, de tweede is de omgekeerde wedstrijd (de tweede club speelde die wedstrijd thuis) en de uitslag tussen haakjes is de totale uitslag.
| 2005                                      |                                                     |
| HSV - Valencia                            | 1-0 0-0 (1-0)                                       |
| CFR Cluj - Lens                           | 1-1 1-3 (2-4)                                       |
| Deportivo La Coruña - Olympique Marseille | 2-0 1-5 (3-5)                                       |
| 2004                                      |                                                     |
| Lille - União de Leiria                   | 0-0 2-0 (2-0, Lille wint na verlenging)             |
| Schalke 04 - Slovan Liberec               | 2-1 1-0 (3-1)                                       |
| Villarreal - Atlético Madrid              | 2-0 0-2 (2-2, Villarreal wint na strafschoppen)     |
| 2003                                      |                                                     |
| AC Perugia - VfL Wolfsburg                | 1-0 2-0 (3-0)                                       |
| SC Heerenveen - Villarreal                | 1-2 0-0 (1-2)                                       |
| SV Pasching - Schalke 04                  | 0-2 0-0 (0-2)                                       |
| 2002                                      |                                                     |
| Villarreal - Málaga                       | 0-1 1-1 (1-2)                                       |
| Bologna - Fulham                          | 2-2 1-3 (3-5)                                       |
| Lille - VfB Stuttgart                     | 1-0 0-2 (1-2)                                       |
| 2001                                      |                                                     |
| Paris Saint-Germain - Brescia             | 0-0 1-1 (1-1, Paris Saint-Germain wint op uitgoals) |
| Troyes - Newcastle United                 | 0-0 4-4 (4-4, Troyes wint op uitgoals)              |
| FC Basel - Aston Villa                    | 1-1 1-4 (2-5)                                       |
| 2000                                      |                                                     |
| Celta de Vigo - Zenit Sint-Petersburg     | 2-1 2-2 (4-3)                                       |
| Sigma Olomouc - Udinese                   | 2-2 2-4 (4-6)                                       |
| Auxerre - VfB Stuttgart                   | 0-2 1-1 (1-3)                                       |
| 1999                                      |                                                     |
| Juventus - Rennes                         | 2-0 2-2 (4-2)                                       |
| West Ham United - Metz                    | 0-1 3-1 (3-2)                                       |
| Montpellier - HSV                         | 1-1 1-1 (2-2, Montpellier wint na strafschoppen)    |
| 1998                                      |                                                     |
| Bologna FC 1909 - KS Ruch Chorzów         | 1-0 2-0 (3-0)                                       |
| Werder Bremen - FK Vojvodina              | 1-0 1-1 (2-1)                                       |
| SV Austria Salzburg - Valencia            | 0-2 1-2 (1-4)                                       |
| 1997                                      |                                                     |
| Montpellier - Olympique Lyonnais          | 0-1 2-3 (2-4)                                       |
| MSV Duisburg - AJ Auxerre                 | 0-0 0-2 (0-2)                                       |
| Halmstad - Bastia                         | 0-1 1-1 (1-2)                                       |
| 1996                                      |                                                     |
| Standard Luik - Karlsruher SC             | 1-0 1-3 (2-3)                                       |
| Rotor Volgograd - Guingamp                | 2-1 0-1 (2-2, Guingamp wint op uitgoals)            |
| Segesta Sisak - Silkeborg                 | 1-2 1-0 (2-2, Silkeborg wint op uitgoals)           |
| 1995                                      |                                                     |
| Wacker Tirol - Strasbourg                 | 1-1 1-6 (2-7)                                       |
| Karlsruher SC - Bordeaux                  | 0-2 2-2 (2-4)                                       |

### Winnaars en finalisten van 1995-2005

#### Per land
| Pl. | Land              | Winnaars | Verliezend finalisten |
| 1   | Frankrijk         | 11       | 6                     |
| 2   | Duitsland         | 7        | 4                     |
| 3   | Spanje            | 5        | 4                     |
| 4   | Italië            | 4        | 2                     |
| 5   | Engeland          | 3        | 1                     |
| 6   | Rusland           | 1        | 1                     |
| 7   | Kroatië           | 1        | 0                     |
| 8   | Oostenrijk        | 0        | 3                     |
| 9   | Tsjechië          | 0        | 2                     |
| 10  | België            | 0        | 1                     |
| 10  | Denemarken        | 0        | 1                     |
| 10  | Nederland         | 0        | 1                     |
| 10  | Polen             | 0        | 1                     |
| 10  | Portugal          | 0        | 1                     |
| 10  | Roemenië          | 0        | 1                     |
| 10  | Servië-Montenegro | 0        | 1                     |
| 10  | Zweden            | 0        | 1                     |
| 10  | Zwitserland       | 0        | 1                     |

#### Per club
Overzicht van winnaars die minstens twee keer een finale speelden:
| Pl. | Club          | Overwinningen | Verloren finales |
| 1   | Villarreal    | 2             | 1                |
| 2   | Schalke 04    | 2             | 0                |
| 2   | VfB Stuttgart | 2             | 0                |
| 4   | HSV           | 1             | 1                |
| 4   | Auxerre       | 1             | 1                |
| 4   | Bologna       | 1             | 1                |
| 4   | Karlsruhe SC  | 1             | 1                |
| 4   | Lille         | 1             | 1                |
| 4   | Montpellier   | 1             | 1                |
| 4   | Valencia      | 1             | 1                |

## Poulewinnaars 1967-1994
In deze periode werden er alleen op vrijwillige basis teams ingeschreven die in poules speelden. Per land konden er wel eisen aan deelname gesteld worden. Er was na de poule geen vervolgtoernooi en er werden geen prijzen uitgereikt. De clubs zijn alfabetisch gesorteerd op land van herkomst.
| Jaar    | Intertoto Cup Poulewinnaars |
| ------- | --- |
| 1967    | Lierse SK, KB Kopenhagen, OSC Lille, Feyenoord, Polonia Bytom, Ruch Chorzów, Zagłębie Sosnowiec, VSS Košice, Fortuna Düsseldorf, Hannover 96, IFK Göteborg                                                                 |
| 1968    | ADO Den Haag, AFC Ajax, Feyenoord, FC Hansa Rostock, FC Karl-Marx-Stadt, Legia Warschau, Odra Opole, Sporting Lissabon, Espanyol, Lokomotiva Košice, Slovan Bratislava, VSS Košice, Eintracht Braunschweig, 1. FC Nürnberg |
| 1969    | BK Frem, Wisła Kraków, Odra Opole, Szombierki Bytom, Jednota Trenčín, Jednota Zilina, SpVgg Fürth, IFK Norrköping, Malmö FF                                                                                                |
| 1970    | Olympique Marseille, MVV, SV Austria Salzburg, Polonia Bytom, Wisła Kraków, Baník Ostrava, Slavia Praag, Slovan Bratislava, Union Teplice, VSS Košice, Eintracht Braunschweig, Hamburger SV, Östers Växjö                  |
| 1971    | Austria Salzburg, Stal Mielec, TJ TŽ Třinec, Eintracht Braunschweig, Hertha BSC, Åtvidabergs FF, Servette Genève |
| 1972    | AS Saint-Étienne, VÖEST Linz, AC Nitra, Slavia Praag, Slovan Bratislava, Eintracht Braunschweig, Hannover 96, IFK Norrköping                                                                                               |
| 1973    | Feyenoord, ROW Rybnik, Wisła Kraków, AC Nitra, Slovan Bratislava, Union Teplice, Hannover 96, Hertha BSC Östers Växjö, FC Zürich                                                                                           |
| 1974    | Standard Luik, CUF Barreiro, Baník Ostrava, Slovan Bratislava, Spartak Trnava, VSS Košice, Hamburger SV, MSV Duisburg, Malmö FF, FC Zürich                                                                                 |
| 1975    | Celik Zenica, Tirol Innsbruck, SK VÖEST Linz, ROW Rybnik, Zagłębie Sosnowiec, CF Belenenses, TJ Zbrojovka Brno, Eintracht Braunschweig, 1. FC Kaiserslautern, Atvidabergs FF,                                              |
| 1976    | Vojvodina Novi Sad, Widzew Łódź, Baník Ostrava, Inter Bratislava, Spartak Trnava, Union Teplice, TJ Zbrojovka Brno, Hertha BSC, Östers Växjö, Djurgårdens IF, Young Boys Bern,                                             |
| 1977    | Slavia Sofia, BK Frem, Pogoń Szczecin, Inter Bratislava, Jednota Trenčín, Slavia Praag, Slovan Bratislava, MSV Duisburg, Halmstads BK, Östers Växjö                                                                        |
| 1978-I  | MTK Boedapest, Royal Antwerp FC, RWDM, Beerschot VAV, 1.FC Saarbrücken, overige groepen onduidelijk |
| 1978-II | Maccabi Netanya, Grazer AK, Lokomotiva Košice, Slavia Praag, Tatran Presov, Eintracht Braunschweig, Hertha BSC, MSV Duisburg, Malmö FF                                                                                     |
| 1979    | Pirin Blagoëvgrad, Baník Ostrava, Bohemians CKD Praag, Spartak Trnava, TJ Zbrojovka Brno, Eintracht Braunschweig, SV Werder Bremen, Grasshopper-Club Zürich                                                                |
| 1980    | Standard Luik, Maccabi Netanya, Bohemians CKD Praag, Plastika Nitra, Sparta Praag, IFK Göteborg, IF Elfsborg, Halmstads BK, Malmö FF                                                                                       |
| 1981    | RWD Molenbeek, Standard Luik, Aarhus GF, Buducnost Titograd, Wiener Sport-Club, TJ Rudá Hvězda Cheb, Stuttgarter Kickers, SV Werder Bremen, IFK Göteborg                                                                   |
| 1982    | Standard Luik, Aarhus GF, Lyngby BK, FC Admira/Wacker, Widzew Łódź, Bohemians CKD Praag, Brage Borlänge, IFK Göteborg, Östers Växjö—gedeeltelijk met--TJ Zbrojovka Brno                                                    |
| 1983    | Videoton SC Székesfehérvár, Maccabi Netanya, Sloboda Tuzla, FC Twente, Pogoń Szczecin, Bohemians CKD Praag, Hammarby IF, IFK Göteborg, TJ Vitkovice, Young Boys Bern                                                       |
| 1984    | Standard Luik, Aarhus GF, Videoton SC Székesfehérvár, Maccabi Netanya, GKS Katowice, Bohemians CKD Praag, Fortuna Düsseldorf, AIK Solna, Malmö FF, FC Zürich                                                               |
| 1985    | MTK Boedapest, Újpest FC, Maccabi Haifa, Rot-Weiß Erfurt, Wismut Aue, Górnik Zabrze, Sparta Praag, Baník Ostrava, SV Werder Bremen, AIK Solna, IFK Göteborg                                                                |
| 1986    | Brøndby IF, Lyngby BK, Újpest FC, FC Carl Zeiss Jena, Rot-Weiß Erfurt, 1. FC Union Berlin, Lech Poznan, Sigma Olomouc, Slavia Praag, Fortuna Düsseldorf, IFK Göteborg, Malmö FF                                            |
| 1987    | Etar Veliko Tarnovo, Brøndby IF, Banyasz Tatabánya, FC Carl Zeiss Jena, Wismut Aue, Pogoń Szczecin, Malmö FF, AIK Solna |
| 1988    | Ikast FS, FC Carl Zeiss Jena, First Vienna FC 1894, Baník Ostrava, Bayer 05 Uerdingen, Karlsruher SC, 1. FC Kaiserslautern, IFK Göteborg, Malmö FF, Grasshopper-Club Zürich, Young Boys Bern                               |
| 1989    | B 1903 Kopenhagen, Næstved IF, Banyasz Tatabánya, FC Swarovski Tirol, Baník Ostrava, Sparta Praag, Örebro SK, Örgryte IS, 1. FC Kaiserslautern, Grasshopper-Club Zürich, FC Luzern                                         |
| 1990    | Odense BK, Chemnitzer FC, First Vienna FC 1894, FC Swarovski Tirol, Lech Poznan, Slovan Bratislava, Bayer 05 Uerdingen, GAIS Göteborg, Malmö FF, FC Luzern, Neuchâtel Xamax                                                |
| 1991    | B 1903 Kopenhagen, SV Austria Salzburg, FC Swarovski Tirol, Dukla Banska Bystrica, DAC Dunajska Streda, Bayer 05 Uerdingen, Örebro SK, Grasshopper-Club Zürich, Lausanne Sports, Neuchâtel Xamax                           |
| 1992    | Lokomotiv Gorna Oriahovitza, Aalborg BK, FC Kopenhagen, Lyngby BK, Bayer 05 Uerdingen, Karlsruher SC, Siófoki Bányász, SK Rapid Wien, Slavia Praag, Slovan Bratislava                                                      |
| 1993    | Dynamo Dresden, SK Rapid Wien, Slavia Praag, Malmö FF, IFK Norrköping, Trelleborgs FF, Young Boys Bern, FC Zürich |
| 1994    | Hamburger SV, Békéscsaba 1912 Előre SE, Austria Wien, Slovan Bratislava, Halmstads BK, AIK Stockholm, Grasshopper-Club, BSC Young Boys Bern                                                                                |

## International Football Cup 1961-1967
Hieronder volgen de uitslagen van de finales van de International Football Cup. De eerste uitslag achter een finale is de wedstrijd die ervoor staat, de tweede is de omgekeerde wedstrijd (de tweede club speelde die wedstrijd thuis) en de uitslag tussen haakjes is de totale uitslag.
| 1966-67                                   |               |
| Eintracht Frankfurt - Inter Bratislava    | 1-1 3-2 (4-3) |
| 1965-66                                   |               |
| 1. FC Lokomotive Leipzig - IFK Norrköping | 4-0 0-1 (4-1) |
| 1964-65                                   |               |
| Polonia Bytom - SC Leipzig                | 5-1 0-3 (5-4) |
| 1963-64                                   |               |
| RH Slovnaft Bratislava - Polonia Bytom    | 1-0           |
| 1962-63                                   |               |
| RH Slovnaft Bratislava - Padova           | 1-0           |
| 1961-62                                   |               |
| AFC Ajax - Feijenoord                     | 4-2           |

## Vriendschapsbeker 1957-1961
- Tussen 1957  en 1961 werd er om de Vriendschapsbeker (ook wel Beneluxcup genoemd) gestreden. In eerste instantie werd dit toernooi opgericht voor teams uit de Benelux maar later deden er ook teams mee uit onder andere Duitsland, Frankrijk en Italië. Dit toernooi wordt gezien als de voorloper van de International Football Cup.

| 1959-61                     |     |
| Lanerossi Vicenza - PSV     | 2-1 |
| 1958-59                     |     |
| Feijenoord - CS Sedan       | 4-2 |
| 1957-58                     |     |
| Feijenoord - RSC Anderlecht | 6-0 |